# 希龍 (阿蘇艾省)
3°10′S 79°9′W / 3.167°S 79.150°W

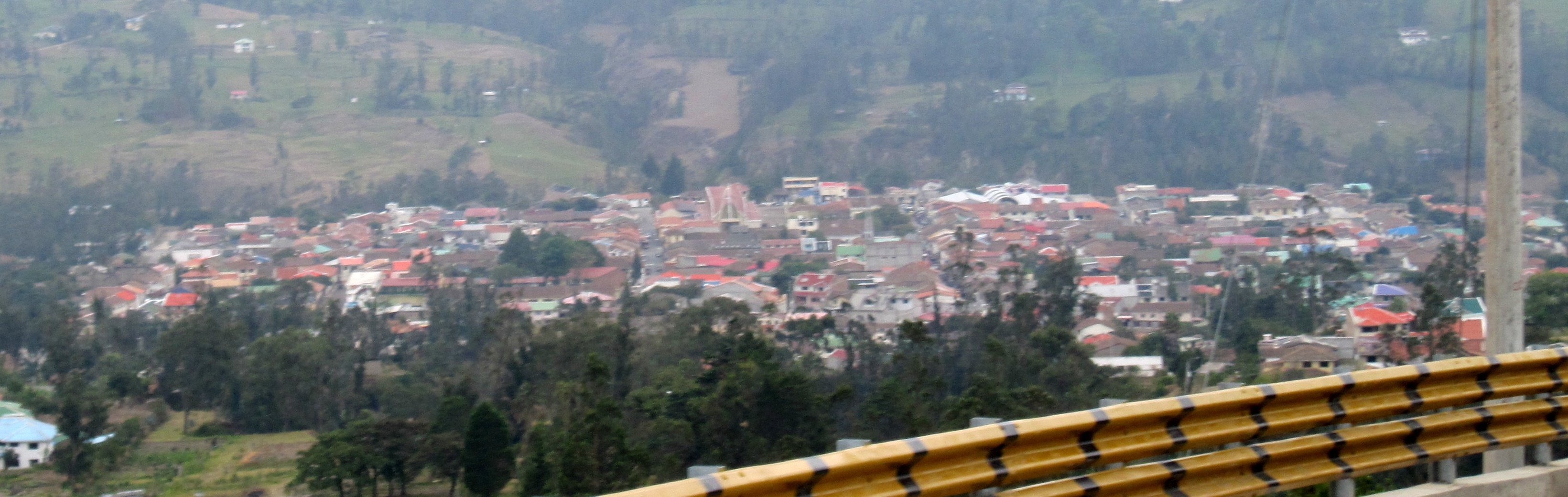

希龍（Girón, Azuay），是厄瓜多爾的城鎮，位於該國南部，由阿蘇艾省負責管轄，是希龍縣的首府，主要經濟活動有農業和畜牧業，海拔高度2,160米，人口3,518。